# 格倫興山

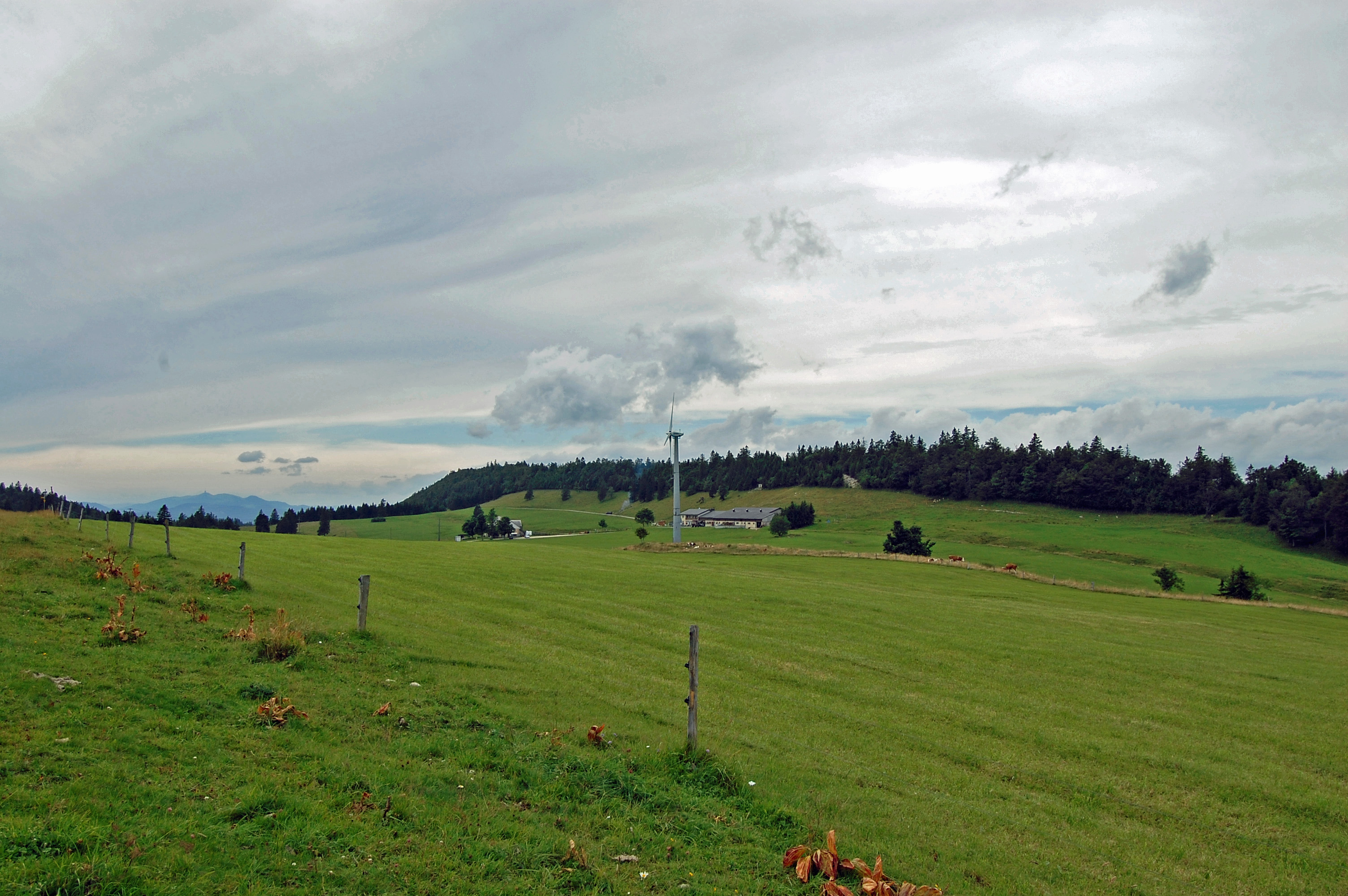

47°13′55″N 7°23′49″E / 47.23194°N 7.39694°E
格倫興山（德語：Grenchenberg），是瑞士的山峰，位於該國中部，處於伯恩州和索洛圖恩州接壤的邊界，該山峰海拔高度1,405米，每年平均降雨量1,618毫米。